# 秘境探險：奈森德瑞克合輯
《秘境探險：奈森德瑞克合輯》是由藍點遊戲工作室開發、索尼互動娛樂發行的《秘境探險系列》前三部遊戲重製版合輯，於2015年10月7日在PlayStation 4平台發行。本合輯包含的三部遊戲跟隨寶藏獵人奈森·德瑞克前往世界各地解開各種歷史謎團；該三部遊戲原為頑皮狗所開發的PlayStation 3遊戲。本合輯獲得普遍好評，被評論家認為是對原版三部曲值得的重製，然而其因刪減多人遊戲模式與缺少新增內容而招致批評。

## 遊戲
《奈森德瑞克合輯》包含《秘境探險》主系列中前三部的單人遊戲劇情模式：《秘境探險：黃金城秘寶》（2007）、《秘境探險2：盜亦有道》（2009）與《秘境探險3：德瑞克的騙局》（2011）。此三作皆為包含平台元素的第三人稱動作冒險遊戲。玩家將操控寶藏獵人奈森德瑞克去探索危機四伏的遺跡、用各種武器解決敵人與解開各種謎題。三款重製版遊戲畫質皆為1080p 60fps，配樂經過強化則可支持環繞音效。
藍點工作室想統一三部遊戲的玩法，於是大幅修改《黃金城秘寶》的輔助瞄準系統與手榴彈遊玩機制，並調整《秘境探險3》的鏡頭移動。開發團隊還改變了遊戲的按鍵設定，讓三部遊戲能用相同的操控方式。貫穿三部遊戲的瞄準系統得到改良。遊戲畫面亦獲得優化；藍點工作室重新渲染過場動畫，強化打光與視覺效果，讓建模與材質能呈現更多細節，並加入原版遊戲沒有的環境光遮蔽與動態模糊。開發團隊為遊戲增加新難度，獎盃機制與拍照模式，但刪除了《秘境探險2》與《秘境探險3》出現的多人遊戲模式。

## 開發
原版三部曲由頑皮狗製作，其重製版則由曾與索尼合作開發《戰神合輯》和《ICO & 汪達與巨像合輯》的藍點工作室負責。在《最後生還者重製版》（2014）獲得成功後，頑皮狗想將《秘境探險》系列從PlayStation 3移植到PlayStation 4。他們表示，當時大約80%的PS4用戶從沒玩過任何《秘境探險》遊戲。開發團隊原本打算重製由本德工作室開發的外傳遊戲《秘境探險：黃金深淵》，後因覺得其劇情太離題且偏離主系列三部曲創造的敘事曲線太遠而作罷。頑皮狗選擇放棄重製《秘境探險2》與《秘境探險3》的多人遊戲模式，因為他們覺得將其納入合輯可能使當時還在玩這兩款遊戲的PS3社群發生分裂。
根據藍點工作室的技術長馬可瑟羅許（Marco Thrush），2014年7月《最後生還者重製版》發行的時候，他們開始著手《奈森德瑞克合輯》。開發一共耗時15個月，仍為藍點工作室成立以來最大的開發案之一。在遊戲開發的最高峰，開發團隊有48人，包含13名工程師與17名藝術家。他們設計針對遊玩機制的調整，並會與索尼和頑皮狗的負責人會面和請教。他們首先將《秘境探險2》移植到PS4，接著才是《秘境探險1》與《秘境探險3》。在開發的改進階段，開發團隊同樣從《秘境探險2》開始，在第二部的工作完成後才切換到《秘境探險1》，而《秘境探險3》重製版的製作則與該兩部前作同時進行。他們將《秘境探險1》與《秘境探險3》的遊玩機制調整成與《秘境探險2》一致。作為《秘境探險》系列裡最老的遊戲，第一部的開發花費了最多精力。羅許表示“第一部裡幾乎每一個環節都有動過”，而且它“需要最多的關愛來把它弄成在PS3時代裡‘你記得的樣子’”。
索尼於2015年6月4日公布《秘境探險：奈森德瑞克合輯》。歐洲、澳洲及紐西蘭在同年10月7日於PlayStation 4平台發布，愛爾蘭、英國和美國則是10月9日。購買《奈森德瑞克合輯》的玩家可獲得《秘境探險4：盜賊末路》的多人遊戲模式測試版。2016年11月16日，索尼在歐洲將合輯的三部遊戲分開單獨發行。此合輯針對2020年一月份的PlayStation Plus訂閱者作為免費發行。索尼之後宣布作為其“Play at Home”計畫的一部份，《秘境探險：奈森德瑞克合輯》於2020年4月15日到5月5日將免費開放給所有使用者。

## 評價
根據匯總媒體Metacritic，《秘境探險：奈森德瑞克合輯》發行後獲得普遍正面評價。
大多評論家認為本作對系列三款遊戲的重製是值得的，並稱讚藍點工作室對畫面品質的提升。The Verge的Sam Byford稱本作是“完美的底漆”以及過去從未玩過《秘境探險》系列的玩家的完美切入點，並且是“在明年《秘境探險4：盜賊末路》發行前讓自己跟上進度最好的方式”。《秘境探險2：盜亦有道》依舊是三部曲中的亮點，評論家稱讚其節奏掌控與注意細節，《秘境探險3：德瑞克的騙局》則是景觀與攝影獲得稱讚。然而，《秘境探險：黃金城秘寶》獲得混合評價，很多評論家認為儘管畫面有提升，遊戲基礎的設計並未跟上現代的業界標準。很多評論家認為缺少多人遊戲模式、幕後花絮片段以及新的額外內容令本作錯失良機。
《奈森德瑞克合輯》發行當週成為英國第二暢銷的零售遊戲，僅次於《FIFA 16》。在美國則於2015年10月成為第九暢銷的零售遊戲。

## 外部連結
- 官方网站